# 罗莎米尔花园

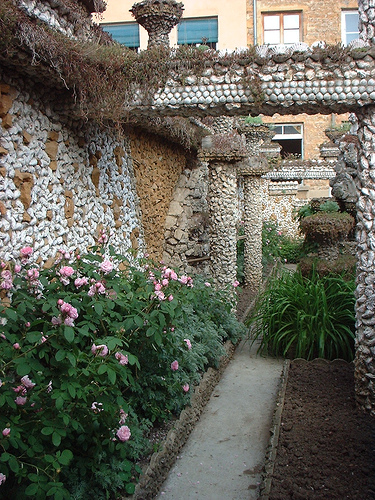

罗莎米尔花园（Jardin Rosa Mir）位于里昂第四区的红十字山区中心，坐落在红十字山大街83号的庭院，可以从同一条街上的87号的小径到达。

## 历史
罗莎米尔花园的设计者是西班牙工匠、无政府主义者儒勒·塞尼斯（1913年至1983年），他因躲避西班牙内战逃到法国 。他被确诊为癌症，但住院几年后恢复。在他患病期间，他发誓如果能离开医院，要建设一个花园，因此他用了25年时间，创建了这座罗莎米尔花园。
He dedicated this garden to 他的母亲罗莎·米尔·梅卡德尔

## 描述
这个花园里的植物大多是天竺葵、常春藤、柠檬、仙人球, 玫瑰、龙舌兰和草。 
该园从4月1日至11月30日的每星期六下午3时至6时开放。

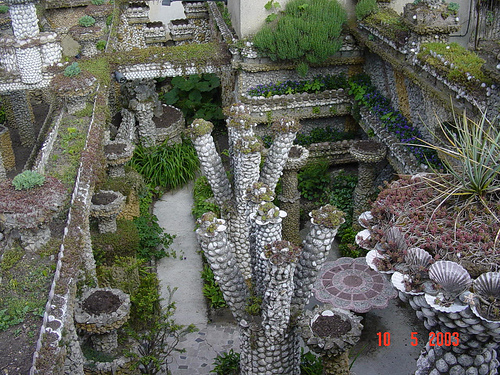
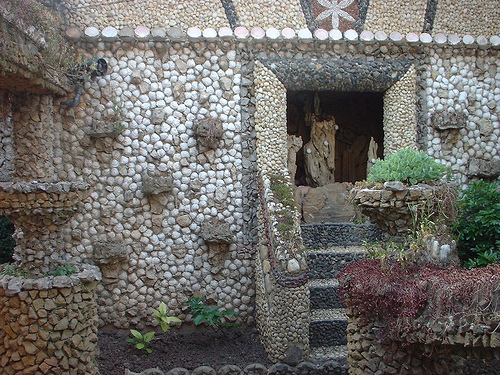
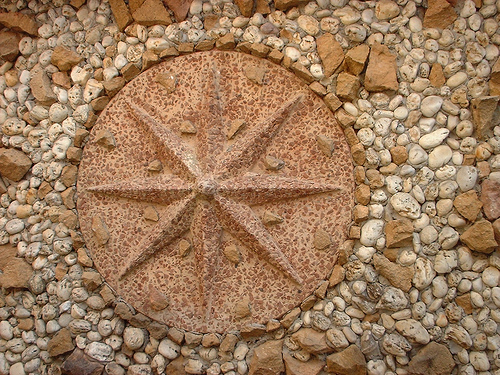